# Lerone Clarke
Lerone Clarke (né le 6 décembre 1981 dans la paroisse de Trelawny) est un athlète jamaïcain spécialiste du sprint.

## Carrière
Avec un temps de 10 s 08 obtenu à La Havane le 3 juillet 2009, il est sélectionné pour prendre part au relais 4 × 100 m jamaïcain aux Championnats du monde à Berlin. En semi-finale, le 21 août 2009, son équipe est classée 2e et se qualifie avec 38 s 60. En 2005, il avait participé au relais jamaïcain qui avait fini 4e (en 38 s 28) lors des Championnats du monde d'Helsinki.
Sur 100 m, il a réalisé son meilleur temps le 28 août 2009 à Zurich en 9 s 99, devenant ainsi le 70e sprinteur de l'histoire à courir un 100 m, officiellement en dessous de 10 secondes.
En 2010, Lerone Clarke remporte la médaille d'or du 100 m des Jeux du Commonwealth de New Delhi, devant l'Anglais Mark Lewis-Francis et le Trinidadien Aaron Armstrong.
Le 8 février 2011, il conclut le 60 m en salle du meeting de Liévin en 1re position avec un chrono de 6 s 59 devant Mike Rodgers (6 s 60) et Kim Collins (6 s 61). Le 13 février, lors du meeting de Karlsruhe, il termine le 60 mètres en tête en 6 s 52 devant Marc Burns (6 s 56) et Emanuele Di Gregorio (6 s 63).

### 2012: de l'ombre à la lumière
Lors de la saison 2012, le Jamaïquain réalise une saison en salle tambour battant, dans la foulée de ses tout jeunes 30 ans fêtés le 6 décembre 2011. Il bat à plusieurs reprises la meilleure performance mondiale de l'année (MPMA) sur 60 mètres. Ainsi, le 11 février 2012, il établit la MPMA sur 60 m en salle, détenue depuis la veille par Jimmy Vicaut avec 6 s 53, avec 6 s 52 puis bat à nouveau cette marque en signant 6 s 50 au Meeting de Liévin devant Christophe Lemaitre (6 s 57). Cela constitue son record personnel sur la distance.
Le 18 février, lors du meeting très relevé de Birmingham, il s'impose en finale du 60 m en 6 s 47 (MPMA et record personnel) devant ses compatriotes Nesta Carter (6 s 49, record personnel) et Asafa Powell (6 s 50, record personnel égalé). Lors de cette finale très dense, il devance également Trell Kimmons, l'ancien champion du monde christophien Kim Collins et Michael Frater. Peu après, Trell Kimmons lui ravit la MPMA avec 6 s 45 réalisé lors des championnats des États-Unis en salle.
Alors qu'il détenait la seconde MPMA sur 60 mètres, il échoue en séries des championnats du monde en salle 2012 d'Istanbul après s'être blessé et avoir eu un mauvais temps de réaction en lien avec des problèmes d'échos,. La déception est grande pour le sprinteur.
Le 7 juin 2012, lors des Bislett Games d'Oslo, 5e étape de la ligue de diamant 2012, il finit 3e du 100 mètres en 10 s 10 derrière Usain Bolt (9 s 79 (record du meeting)) et Asafa Powell (9 s 85, SB).

### Palmarès
| Année | Compétition                           | Lieu        | Place | Épreuve   |
| ----- | ------------------------------------- | ----------- | ----- | --------- |
| 2005  | Championnats du monde                 | Helsinki    | 4e    | 4 × 100 m |
| 2009  | Champ. d'Am. centrale et des Caraïbes | La Havane   | 2e    | 100 m     |
| 2009  | Champ. d'Am. centrale et des Caraïbes | La Havane   | 2e    | 4 × 100 m |
| 2009  | Championnats du monde                 | Berlin      | 1er   | 4 × 100 m |
| 2010  | Jeux du Commonwealth                  | New Delhi   | 1er   | 100 m     |
| 2011  | Jeux panaméricains                    | Guadalajara | 1er   | 100 m     |

### Records
| Épreuve | Performance | Lieu            | Date       |
| ------- | ----------- | --------------- | ---------- |
| 60 m    | 6 s 47      | 18 février 2012 | Birmingham |
| 100 m   | 9 s 99      | 28 août 2009    | Zurich     |